# Фан Юйтін
Фан Юйтін  (кит.: 方 玉婷, 21 грудня 1989) — китайська лучниця, олімпійська медалістка.

## Виступи на Олімпіадах
| Олімпіада   | Дисципліна | Місце |
| ----------- | ---------- | ----- |
| Лондон 2012 | особисті   | =33   |
| Лондон 2012 | командні   | 2     |

## Зовнішні посилання
- Досьє на sport.references.com [Архівовано 15 серпня 2012 у Wayback Machine.]